# Watriquet Brassenel de Couvin
Watriquet Brassenel de Couvin (* vor 1300) war ein französischer Dichter des 14. Jahrhunderts, der als Verfasser von Fatras bekannt ist.
Watriquet stammte aus Couvin in der belgischen Provinz Namur, lebte aber vorwiegend in Frankreich. Er war Dichter am Hof des Grafen Guy de Blois und diente eine Zeitlang Gaucher de Castillon, einem lokalen Würdenträger.
Bekannt ist er als Verfasser von 30 Fatras, parodistischen Unsinnsgedichten mit 13 Versen.
In einem mittelalterlichen Manuskript ist vermerkt, dass Watriquet zusammen mit einem sonst unbekannten Dichter namens Raimmondin am Ostertag vor „König Philipp von Frankreich“ einen Wettkampf austrugen. Dabei dürfte es sich um Philipp VI. gehandelt haben, der von 1328 bis 1350 regierte. Dass der Dichterwettstreit am Ostertag ausgetragen wurde, hat mit der mittelalterlichen Bräuchen um den Risus paschalis zu tun, das „Osterlachen“, das am Ostertag derbe Scherze sogar in der Kirche gestattete. Und dass der Wettstreit vor dem französischen König ausgetragen wurde, zeigt die zeitgenössische Bedeutung Watriquets an.
Ein Beispiel aus den Fatras Watriquets:
| Doucement me reconforte Celle qui mon cuer a pris. Doucement me reconforte Une chate a moitié morte Qui chante touz les jeudis Une alleluye si forte, Que li clichés de nos porte Dist que siens est li lendis ; S’en fu uns loup si hardis Qu’il ala maugré sa sorte Tuer Dieu en paradis Et dist : - « Compains, je t’apporte Celle qui mon cuer a pris. » | Sanft spendet Tröstung mir die, der mein Herz erlag. Sanft spendet Tröstung mir ein totes Katzentier, das jeden Donnerstag „Alleluja!“ brüllt, dass schier die Klinke unsrer Tür meint, dass ihr wäre Montag, dass ein Wolf es wag’ nicht mit Lust und ohne Gier Gott im Paradies erschlag’, sagt: „Ich bringe, Bruder, hier die, der mein Herz erlag.“ | A B A a b a b a b a B |

Er wurde kurz vor Ende des 13. Jahrhunderts geboren und wirkte um 1325. Sein Todesjahr ist unbekannt.